# Cherien Dabis
Cherien Dabis (née le 27 novembre 1976 à Omaha, au Nebraska,) est une scénariste, réalisatrice, productrice et actrice américaine d’origine jordano-palestinienne.

## Biographie
Cherien Dabis est la fille d'un docteur palestinien et d'une Jordanienne. Elle grandit dans une petite ville de l'Ohio avec ses 4 sœurs et passe ses vacances en Jordanie. En 1991, lors de la Guerre du Golfe, certains habitants de la ville les menacent, son père perd la plupart de ses patients et les services secrets enquêtent sur la famille. Dabis décrit cette période de sa vie comme « traumatisante ».
Son premier film, Amerrika, est montré en 2009 à Sundance et au Festival de Cannes où il est remarqué.
En 2013, son film May in the Summer est montré à Sundance et sort. Elle le considère comme le pendant d'Amerrika.
En 2020, elle réalise deux épisodes de la saison 3 de la série Ozark.

### Vie privée
Cherien Dabis s'identifie comme bisexuelle.

## Filmographie

### Actrice
- 2024 : Fallout : Birdie habitante de l'abri n °4 née à la surface (2 épisodes)

- 2025 : Les Aigles de la République de Tarik Saleh

### Scénariste
- 2013 : May in the Summer
- 2013 : Not Another Word (court métrage)
- 2009 : Amerrika
- 2006-2008 : The L Word (série télévisée, 6 épisodes)
- 2006 : Make a Wish (court métrage)
- 2005 : The D Word
- 2004 : Memoirs of an Evil Stepmother (court métrage)
- 2004 : Little Black Boot (court métrage)
- 2003 : Nadah (court métrage)

### Réalisatrice
- 2013 : May in the Summer
- 2013 : Not Another Word (court métrage)
- 2009 : Amerrika
- 2006 : Make a Wish (court métrage)
- 2005 : The D Word
- 2004 : Memoirs of an Evil Stepmother (court métrage)

### Productrice
- 2013 : May in the Summer (productrice)
- 2009 : Amerrika (productrice exécutive)
- 2008 : The L Word (série télévisée) (co-productrice, 2 épisodes)
- 2006 : Make a Wish (court métrage) (productrice)
- 2004 : Memoirs of an Evil Stepmother (court métrage) (co-productrice)

### Fonctions diverses
- 2003 : In the Cut de Jane Campion (assistant producteur)

Monteuse
- 2006 : Make a Wish (court métrage)
- 2004 : Memoirs of an Evil Stepmother (court métrage)

Actrice
- 2013 : May in the Summer : May
- 2022 : Mo de Mohammed Amer, dans le rôle de Nadia Robinson (née Najjar), la sœur de Mo.